# 奥运村

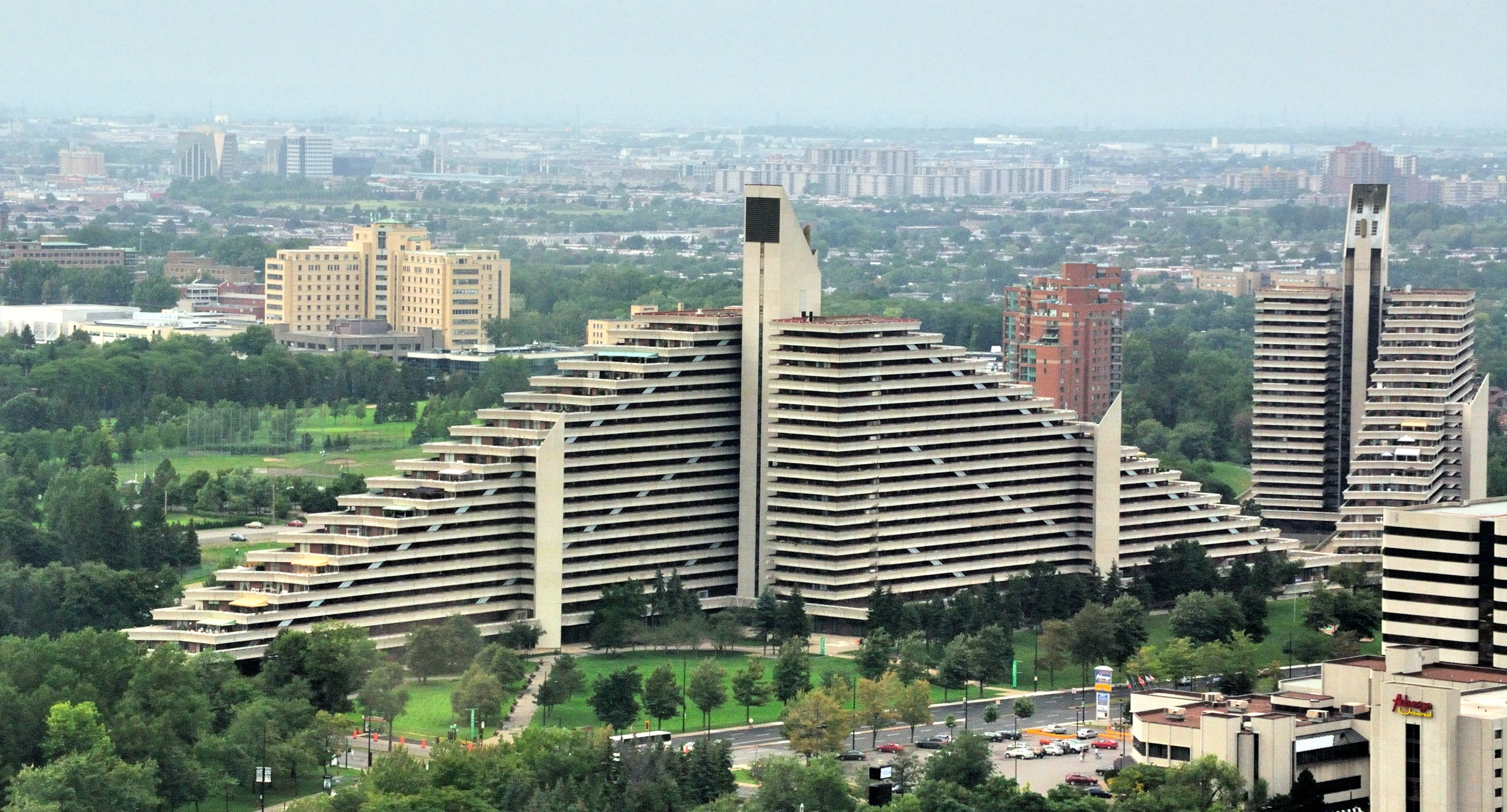
1976年蒙特婁奧運的奧運村

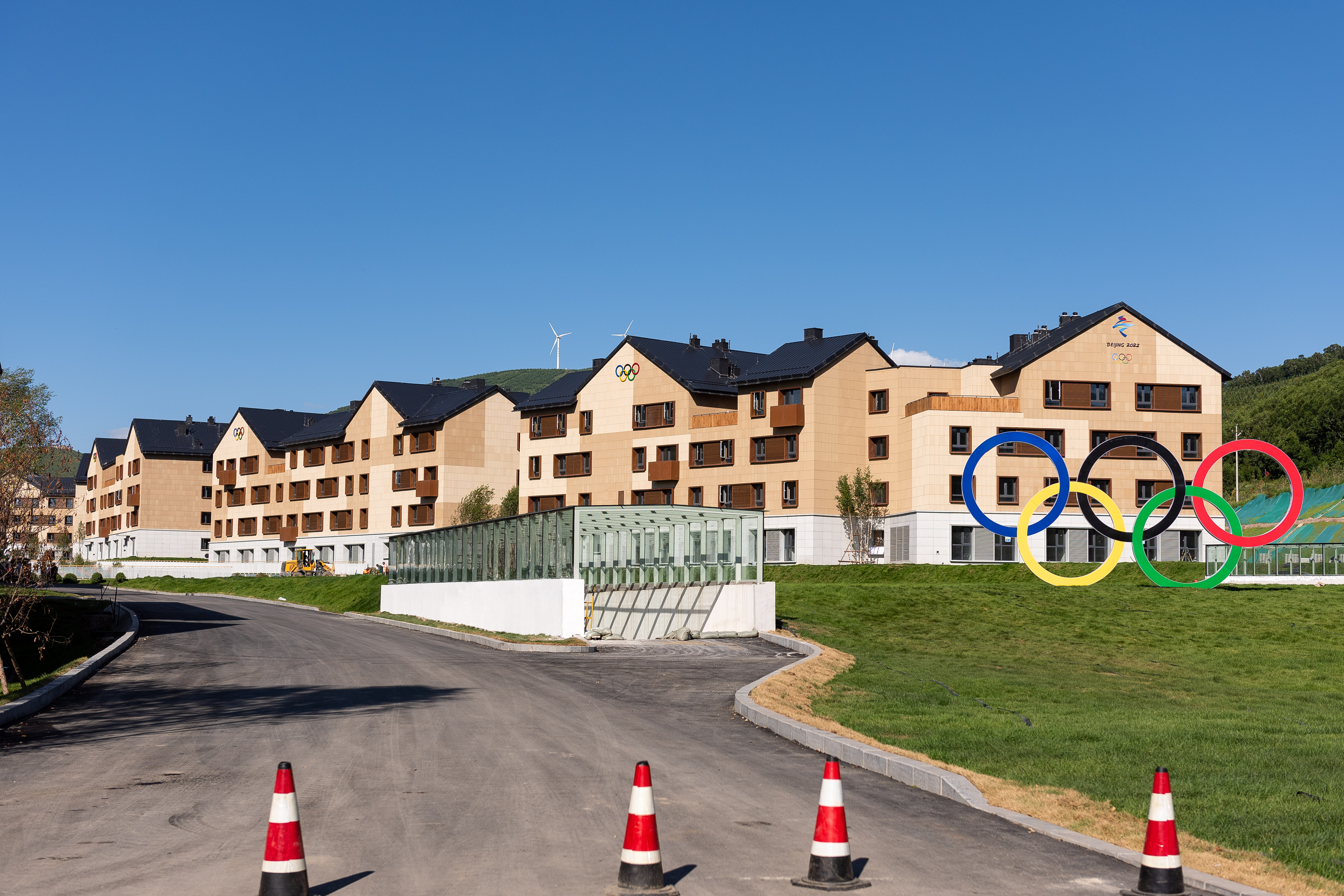
位于张家口市崇礼区太子城村的2022年冬季奥林匹克运动会张家口冬奥村

奧運村（英語：Olympic Village），別稱奧林匹克村，是於每屆夏季奧運與冬季奧運中，主辦國為各國運動員、官員、裁判、志願者和工作人員等提供的宿舍。

## 起源
由1896年夏季奧運至1920年的奧運中，各國的運動員、官員都分散於不同的賓館內。此舉被國際奧委會認為並「不利於奧運組織工作及各國運動員之間的交流」。於是並在《奧林匹克憲章》中規定：奧運會組委會應提供「至少一座在奧林匹克運動會開幕式前兩周至閉幕式後3天期間可入住的奧林匹克村」。

## 發展
1924年舉行的第8屆巴黎奧運，法國首次將運動員集中於指定的房舍中，後來，奧運村漸漸的成為了每屆奧運的指定宿舍。當中的宿舍一定要在主體育場、練習場附近，並且必須提供膳食及交通服務，同時要有如醫院、商店等其他配套設施。
隨著奧運愈來愈廣泛，愈來愈多的國家及運動員參與，奧運村的面積亦愈大並提供更多配套設施，如於2004年雅典奧運中，整個奧運村佔地1.24平方公里，更包括了一所醫院、興奮劑檢測中心、幾個宗教場所、餐廳、游泳池、跑道和兩個室內訓練館。
奧運結束後，有些奧運村會拆除，另外有些則會改裝後做為商品房、私人住宅、公營住宅或社會住宅出租、出售，或轉交大學使用作寄宿用途。